# Zainab bint Chuzaima
Zainab bint Chuzaima, arabisch زينب بنت خزيمة, DMG Zainab bt. Ḫuzaima (* etwa 597; † etwa 627), war die fünfte Ehefrau Mohammeds. Ihr voller Name lautete Zainab bint Chuzaima b. al-Hārith al-Hilālīyya.
Ihr erster Ehemann al-Tufail b. al-Harith ließ sich von ihr scheiden. Später heiratete sie den Bruder des ersten Ehemannes Ubaida b. al-Harith. Dieser fiel in der Schlacht von Badr. Mohammed heiratete sie zwei Jahre später im Ramadan des Jahres 4 AH, also 626 n. Chr. Ihre Morgengabe betrug 400 Dirham. Mohammed war damals 56 Jahre alt, sie 30. Bereits in vorislamischer Zeit trug sie aufgrund ihrer Freigiebigkeit den Beinamen „Mutter der Armen“ (umm al-masākīn). Wie die anderen Frauen Mohammeds trägt sie den Beinamen „Mutter der Gläubigen“ (umm al-mu'minīn).
Zainab starb nur zwei oder acht Monate nach der Hochzeit. Sie war die erste von Mohammeds medinensischen Ehefrauen, die starb. Außer seiner ersten Frau Chadidscha war sie die einzige, die Mohammed nicht überlebte. Begraben wurde sie auf dem Friedhof al-Baqiʿ in Medina.

## Quelle
E. J. Brill’s First Encyclopaedia of Islam, 1913–1936, Bd. VIII, s. v. Zainab bint Khuzaima
| Personendaten    | Personendaten        |
| ---------------- | -------------------- |
| NAME             | Zainab bint Chuzaima |
| KURZBESCHREIBUNG | Frau von Mohammed    |
| GEBURTSDATUM     | um 597               |
| STERBEDATUM      | um 627               |